# 4309 Marvin
4309 Marvin este un asteroid din centura principală, descoperit pe 30 august 1978 de Harvard Observatory.